# أنيس عيساوي
أنيس عيساوي هو لاعب كرة قدم تونسي، ولد في 1973 في مدينة تونس في تونس.